# 魏太和造像
魏太和造像，现藏北京市的首都博物馆，是北魏时期的佛教造像，为国家一级文物。

## 简介
魏太和造像是如今北京市境内年代最久、文物价值最高的石佛像。该像雕于北魏太和十三年（489年）（有的资料记为太和二十三年）。石像背面下方刻有造像记：“太和十三年三月十五日阎惠端为皇帝太皇太后造像。”太和是北魏孝文帝年号。魏太和造像是为孝文帝的祖母而造，她在476年被尊为太皇太后，曾临朝称制。造像由正面的一佛二菩萨以及背面的124尊小佛像组成，布局严谨、雕刻古朴、色彩丰富。
该造像原来位于海淀区苏家坨镇车耳营村，地处北京凤凰岭风景旅游区内。造像供奉在山谷台地上的一座方石亭内，佛立像脚下是一块1米多高的石雕莲花须弥座。1957年10月28日，魏太和造像被北京市人民委员会公布为第一批北京市文物保护单位。
1998年3月24日，祖籍河北省曲阳县的陈孟星和同伙从河北省定州市租来一辆客货两用车，星夜驶往北京。3月25日凌晨2点多，七人将车停放在车耳营村口，一人守车，六人开始盗窃魏太和造像。因佛像重达1吨多，所以六人刚将佛像撬出须弥座，就因未扶稳，导致佛像倒地摔成5块。他们将佛像碎块用手推车拉至车耳营村外，装上汽车驶往河北。抵达曲阳县附近的新乐县后，他们将佛像倒入一辆拖拉机，上盖沙子，将佛像拉至所居住的村内，埋进陈孟星家后院。
3月25日早晨，车耳营村长年看守魏太和造像的姚志明的妻子张宝英发现石佛失踪，随即和丈夫一起报警。北京市警方和北京市文物局领导赶来，姚志明痛哭。此案受到中共北京市委、北京市人民政府高度关注。警方重点怀疑河北省曲阳县，遂深入当地明察暗访。9月，刑警得到线索称，有人准备以10万元价格出售一尊破碎的石佛像。9月29日，在当地警方配合下，一举抓获陈孟星、刘学如、王立强等3名罪犯，并且在曲阳县阳平乡村起获佛像。
1999年9月6日，北京市第一中级人民法院依照北京市高级人民法院院长签发的执行死刑命令，将盗窃犯、抢劫犯陈孟星验明正身，押赴刑场执行枪决。陈孟星成为新修订的《中华人民共和国刑法》实施后，北京市第一名因盗窃文物而被判处死刑的罪犯。
1998年9月29日，北京市公安局刑侦处干警将已摔成5块的魏太和造像自曲阳带回北京。北京市文物局决定魏太和造像暂时由北京石刻艺术博物馆收藏，命该馆组织专家进行修复。2005年12月16日，新的首都博物馆举行建成典礼，魏太和造像被陈列在该馆五层的佛造像艺术展厅内，长期展出。